# Persona (pastor)
El "persona" es la denominación que recibe el pastor de los rebaños de ovejas merinas trashumantes que ocupa una categoría inferior al ayudador, pero superior al zagal. Su categoría y sueldo eran iguales a las del sobrado.

## Funciones
En los viajes por las vías pecuarias arreaba al rebaño habitualmente desde los laterales, procurando que las ovejas no se saliesen de la cañada y evitando que se metiesen en las fincas.
En invierno cuidaba la "chicada" –conjunto de ovejas formado por las últimas paridas–.
En el verano, en los puertos de montaña, se relevaba a turnos con el compañero, ayudados habitualmente por un motril, para el cuidado del retazo –porción menor del rebaño cuando se divide, formado unas 500 ovejas–.

## Salario
Su sueldo en la cabaña de Perales en 1940 era de 422,50 pesetas/año, frente a las 3000 pesetas del mayoral, las 730 del rabadán, las 587,50 del compañero, las 500 del ayudador, o las 260 del zagal.
Además, como a los otros pastores, se le permitía tener un cierto número de animales de su propiedad, llamado escusa, en el rebaño general del dueño y sin pagar por ello. La escusa del “persona” eran 38 ovejas, 9 cabras y 3 yeguas. Habitualmente los ingresos por la escusa eran superiores a los del salario en metálico.